# Všetice
Všetice (Duits: Wschetitz) is een Tsjechische plaats in de gemeente Netvořice, regio Midden-Bohemen, en maakt deel uit van het district Benešov. Het dorp ligt op 3 kilometer afstand van Netvořice.
Všetice telt 35 inwoners (2021).

## Geschiedenis
De eerste schriftelijke vermelding van het dorp dateert van 1061.
Tijdens de Tweede Wereldoorlog maakte Všetice deel uit van het oefenterrein van de SS Benešov. Als gevolg daarvan moesten inwoners op 1 april 1943 noodgedwongen hun huizen verlaten. Sinds 1949 is Všetice, samen met Netvořice, volledig ondergebracht bij het district Benešov.

## Verkeer en vervoer

### Autowegen
Er leidt een regionale weg naar het dorp.

### Spoorlijnen
Er is geen station in Všetice. Het dichtstbijzijnde station is in Krhanice, op zo'n 9,5 kilometer afstand. Dat station ligt aan spoorlijn 210 Praag - Vrané nad Vltavou - Čerčany/Dobříš.

### Buslijnen
Er is één bushalte nabij het dorp:
| Halte              | Lijn(en) | Traject(en)                               | Vervoerder(s)            |
| ------------------ | -------- | ----------------------------------------- | ------------------------ |
| Netvořice, Všetice | 332 753  | Budějovická - Neveklov Benešov - Neveklov | Arriva City CŠAD Benešov |

## Galerij

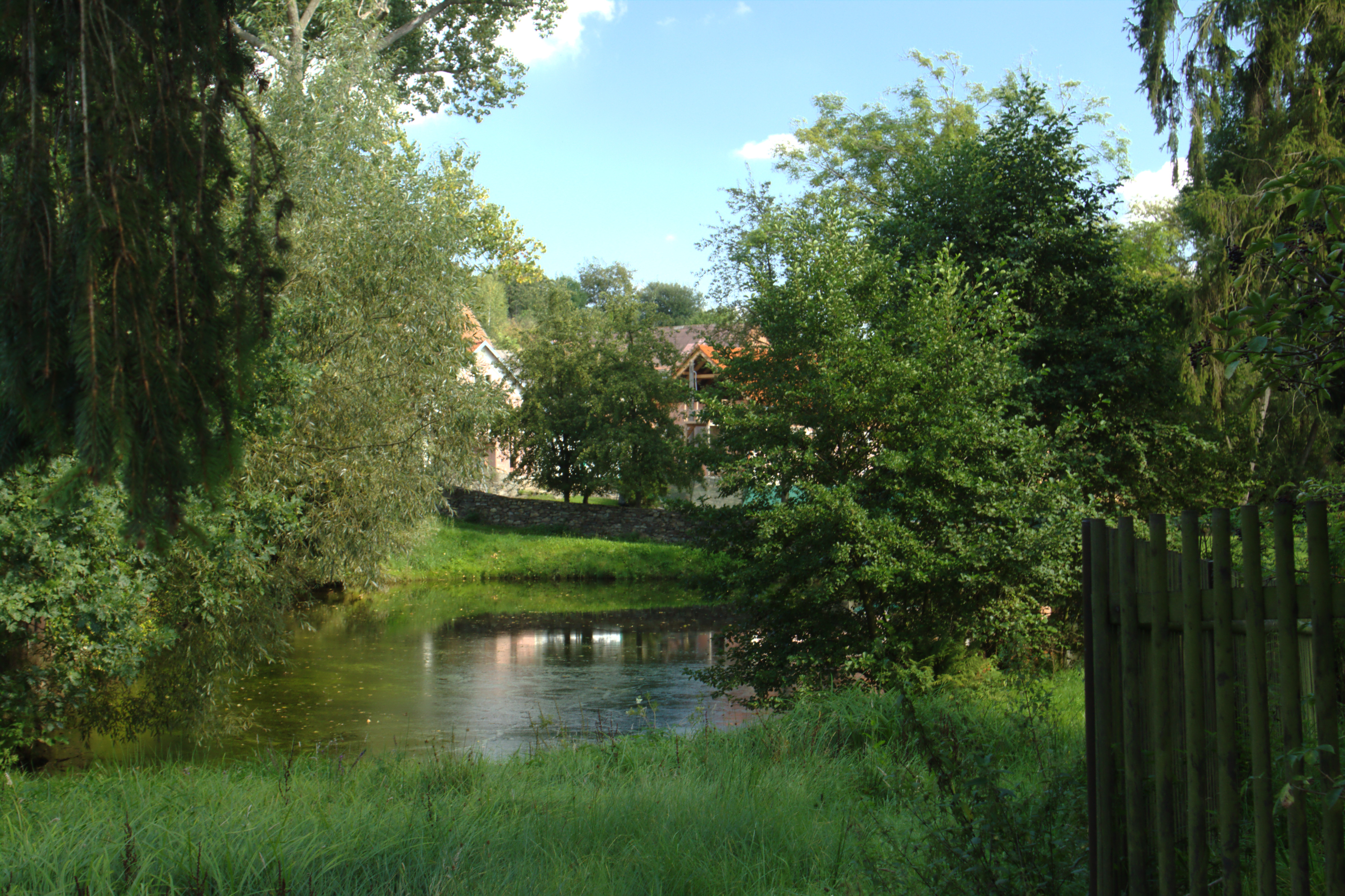
Dorpsvijver (2014)
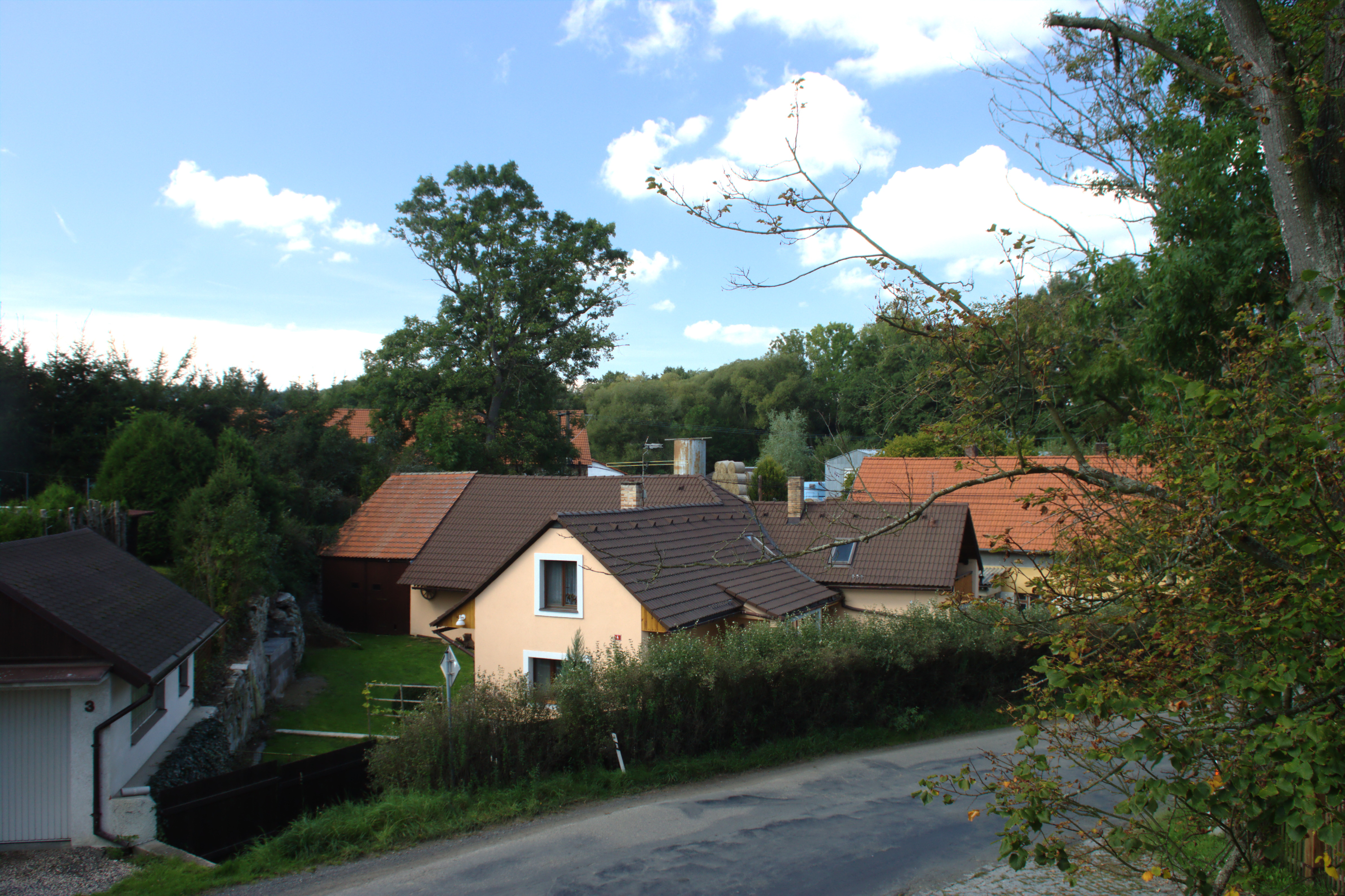
Huizen in het dorp (2014)
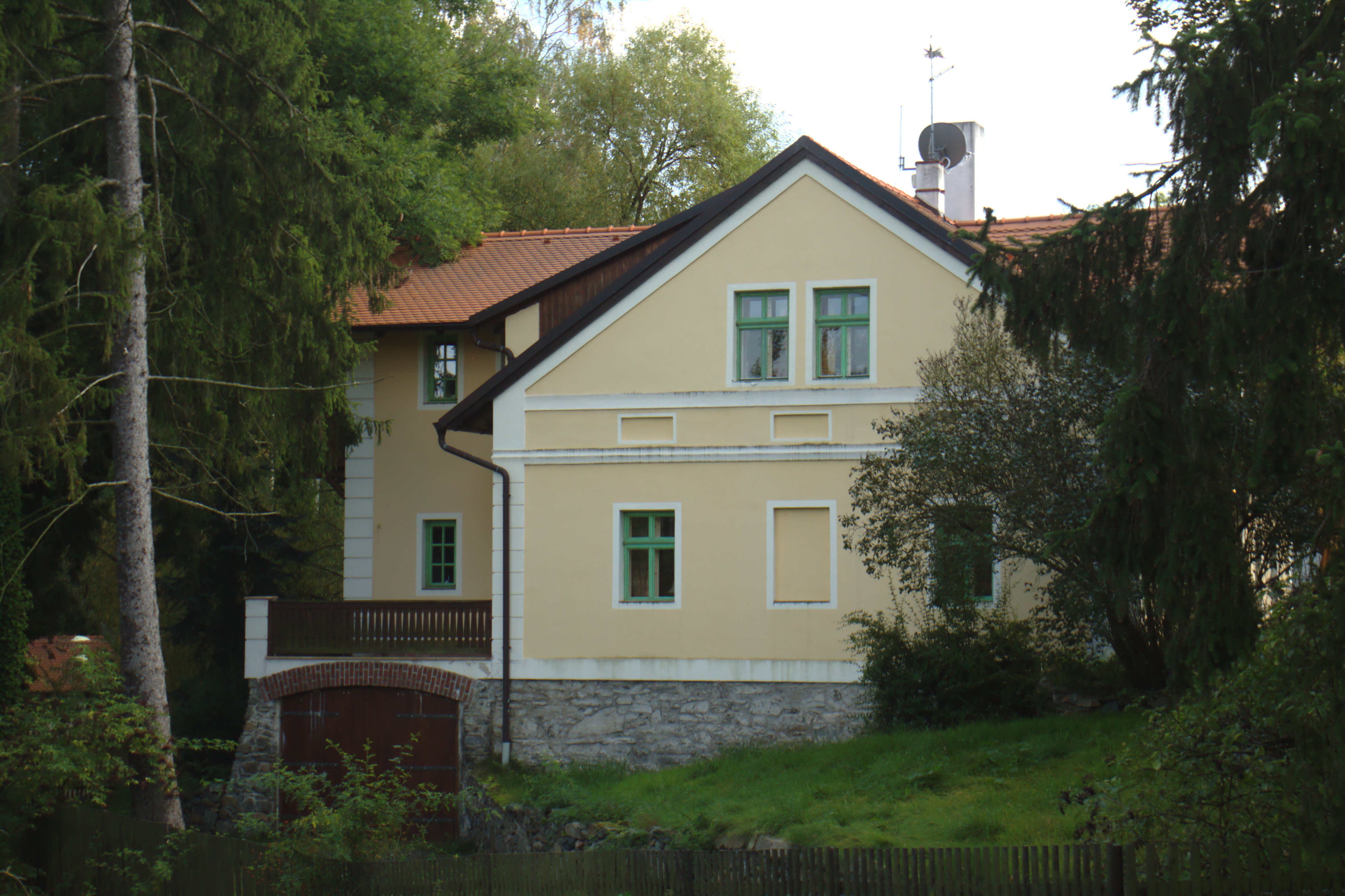
Landhuis in het dorp (2014)
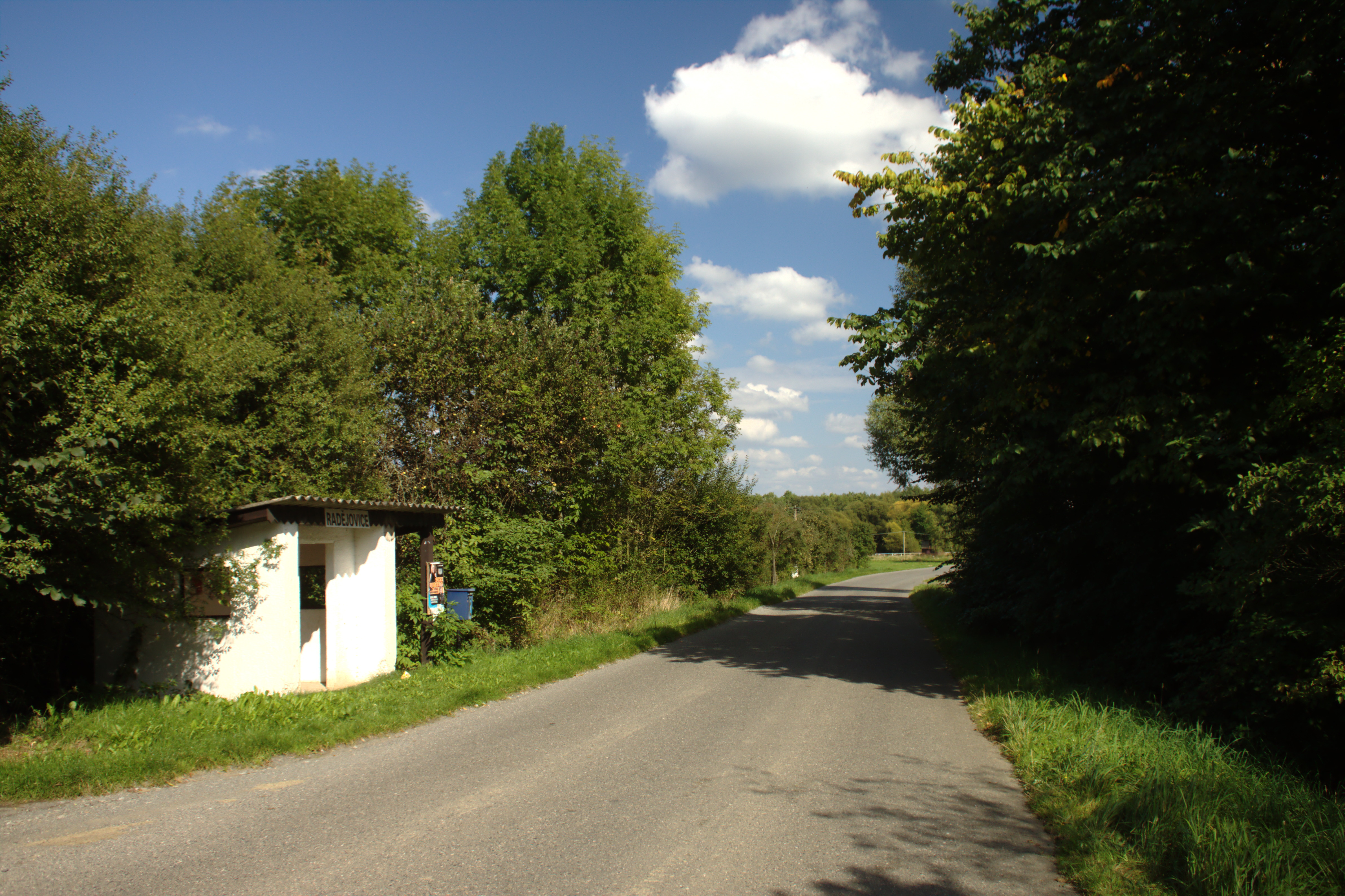
Bushalte nabij het dorp (2014)